# Campionati mondiali juniores di bob 2016
I Campionati mondiali juniores di bob 2016, trentesima edizione della manifestazione organizzata dalla Federazione Internazionale di Bob e Skeleton, si sono disputati il 22 e il 23 gennaio 2016 a Winterberg, in Germania, sulla Veltins Eisarena, il tracciato dove si svolsero le rassegne iridate juniores del 1988, del 1992 (per le sole specialità maschili), del 2005 e del 2014 (anche nel bob a due donne). La località della Renania Settentrionale-Vestfalia ha quindi ospitato le competizioni mondiali di categoria per la quinta volta nel bob a due uomini e nel bob a quattro e per la terza nel bob a due donne.

## Risultati

### Bob a due uomini
La gara si è disputata il 22 gennaio 2016 nell'arco di due manches ed hanno preso parte alla competizione 18 compagini in rappresentanza di 13 differenti nazioni.
| Pos. | Atleti                          | Nazione     | Tempo   | Distacco |
| ---- | ------------------------------- | ----------- | ------- | -------- |
|      | Johannes Lochner Joshua Bluhm   | Germania    | 1:51.24 |          |
|      | Christoph Hafer Marc Rademacher | Germania    | 1:51.54 | +0.30    |
|      | Richard Oelsner Paul Krenz      | Germania    | 1:51.92 | +0.68    |
| 4    | Rudy Rinaldi Boris Vain         | Monaco      | 1:51.99 | +0.75    |
| 5    | Bradley Hall Tremayne Gilling   | Regno Unito | 1:52.25 | +1.01    |
| ...  | ...                             | ...         | ...     | ...      |

### Bob a due donne
La gara si è disputata il 22 gennaio 2016 nell'arco di due manches ed hanno preso parte alla competizione 11 compagini in rappresentanza di 7 differenti nazioni.
| Pos. | Atleti                                  | Nazione     | Tempo   | Distacco |
| ---- | --------------------------------------- | ----------- | ------- | -------- |
|      | Stephanie Schneider Lisa-Marie Buckwitz | Germania    | 1:54.58 |          |
|      | Kim Kalicki Ann-Christin Strack         | Germania    | 1:55.12 | +0.54    |
|      | Sabrina Duljevic Lisa Sophie Gericke    | Germania    | 1:55.18 | +0.60    |
| 4    | Mica McNeill Aleasha Kiddle             | Regno Unito | 1:55.24 | +0.66    |
| 5    | Maria Adela Constantin Andreea Grecu    | Romania     | 1:55.58 | +1.00    |
| ...  | ...                                     | ...         | ...     | ...      |

### Bob a quattro
La gara si è disputata il 23 gennaio 2016 nell'arco di due manches ed hanno preso parte alla competizione 11 compagini in rappresentanza di 8 differenti nazioni.
| Pos. | Atleti                                                           | Nazione   | Tempo   | Distacco |
| ---- | ---------------------------------------------------------------- | --------- | ------- | -------- |
|      | Johannes Lochner Joshua Bluhm Sebastian Mrowka Matthias Sommer   | Germania  | 1:51.35 |          |
|      | Benjamin Maier Marco Rangl Angel Somov Dănuț Ion Moldovan        | Austria   | 1:52.02 | +0.67    |
|      | Dominik Dvořák Jaroslav Kopřiva Jakub Nosek Jan Šindelář         | Rep. Ceca | 1:52.34 | +0.99    |
| 4    | Lukas Kolb Markus Glück Markus Treichl Adrian Platzgummer        | Austria   | 1:52.46 | +1.11    |
| 5    | Christoph Hafer Marc Rademacher Michael Salzer Christian Hammers | Germania  | 1:52.54 | +1.19    |
| ...  | ...                                                              | ...       | ...     | ...      |

## Medagliere
| Posizione | Nazione   | Oro | Argento | Bronzo | Totale |
| --------- | --------- | --- | ------- | ------ | ------ |
| 1         | Germania  | 3   | 2       | 2      | 7      |
| 2         | Austria   | 0   | 1       | 0      | 1      |
| 3         | Rep. Ceca | 0   | 0       | 1      | 1      |
| Totale    | Totale    | 3   | 3       | 3      | 9      |